# Olavarría
Olavarría est une ville d'Argentine située à 400 km de Buenos Aires. Elle est le chef-lieu de l’arrondissement (ou partido) d'Olavarría.

## Sports
- Estudiantes de Olavarría

## Personnalités
- Pedro de la Vega (2001-), footballeur argentin, est né à Olaviarra.